# Dejan Kulusevski
Dejan Kulusevski (Stockholm, 2000. április 25. –) macedón származású svéd válogatott labdarúgó, az angol Tottenham Hotspur játékosa.

## Pályafutása

### Klubcsapatokban
Az Atalantába kezdte pályafutását, innen igazolt a Juventushoz 35 millió euróért.
2022 január 31-én csatlakozott a Tottenhamhez kölcsönben, a Spurs 2023 nyarán jelentette be a játékos végleges szerződtetését.

### A válogatottban
Többszörös svéd korosztályos válogatott játékos. 2019. november 18-án mutatkozott be a felnőttek között egy Feröer elleni Európa-bajnoki selejtező mérkőzésen.

## Statisztika

### Válogatott
2024. november 19-i állapotnak megfelelően.
| Svédország | Svédország      | Svédország | Svédország |
| Év         | Pályára lépések | Gólok      |            |
| ---------- | --------------- | ---------- | ---------- |
| 2019       | 1               | 0          |            |
| 2020       | 7               | 1          |            |
| 2021       | 12              | 0          |            |
| 2022       | 7               | 1          |            |
| 2023       | 8               | 1          |            |
| 2024       | 10              | 2          |            |
| Összesen   | 45              | 5          |            |

## Sikerei, díjai

### Klub
- Juventus
  - Olasz kupa: 2020–21
  - Olasz szuperkupa: 2020

- Tottenham Hotspur
  - Európa-liga: 2024–25

### Egyéni
- Serie A – Év legjobb fiatal játékosa: 2019–20[4]
- Fotbollsgalan – Az év középpályása: 2020[5] 2023, 2024
- Fotbollsgalan – Az év csatára: 2022
- Guldbollen: 2022,[6] 2023[7]